# Kuding

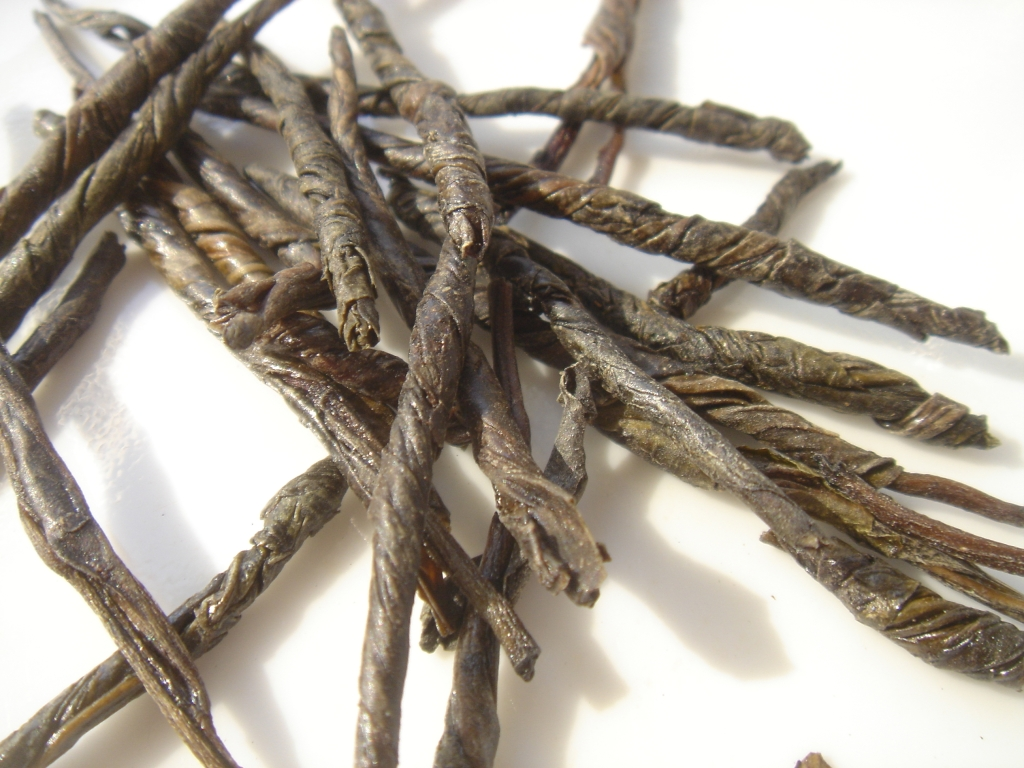
Hojas de té Kuding retorcidas listas para cocer (Ilex kudingcha).

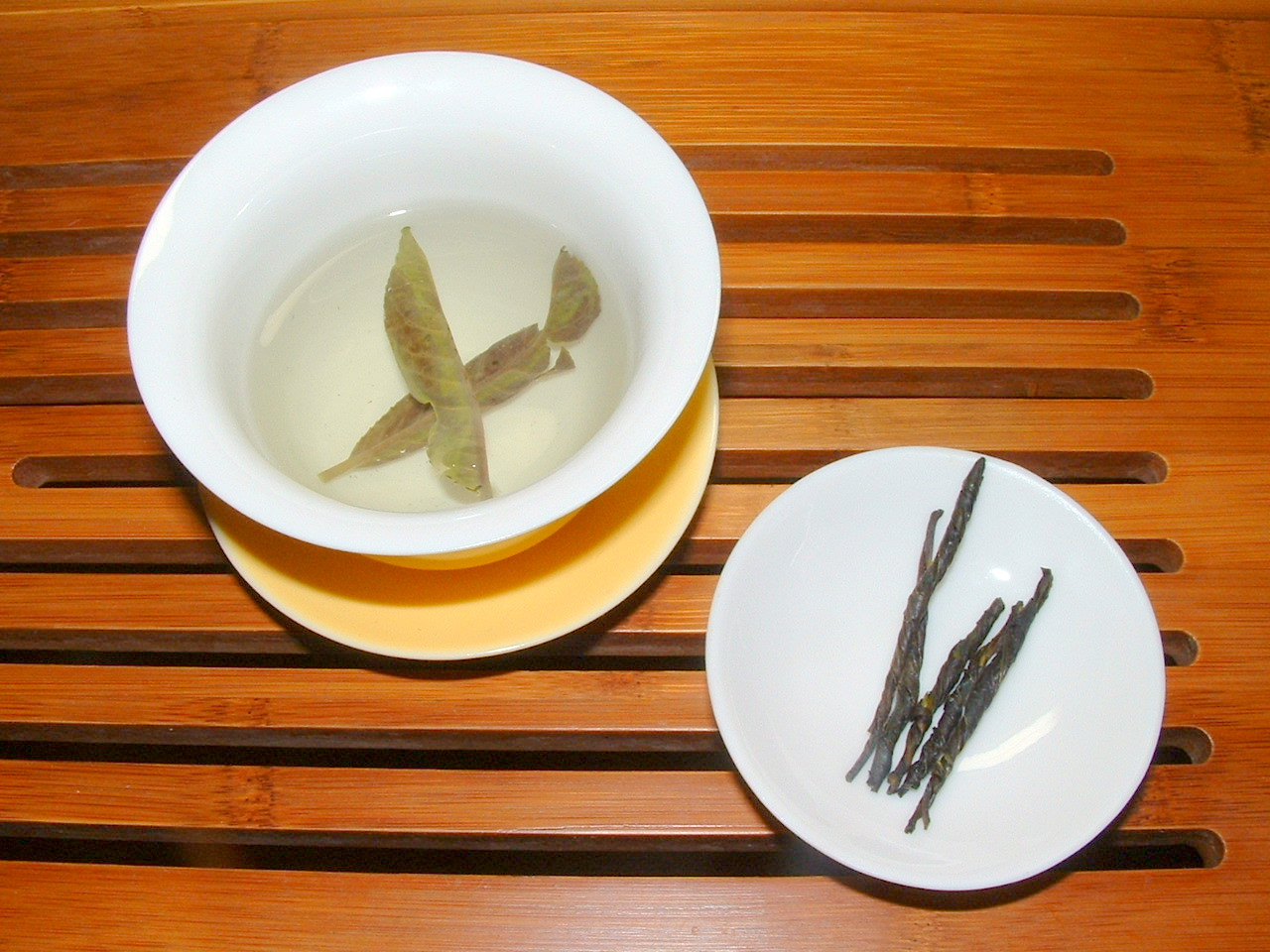
Té Kuding Ilex kudingcha, 一葉茶.

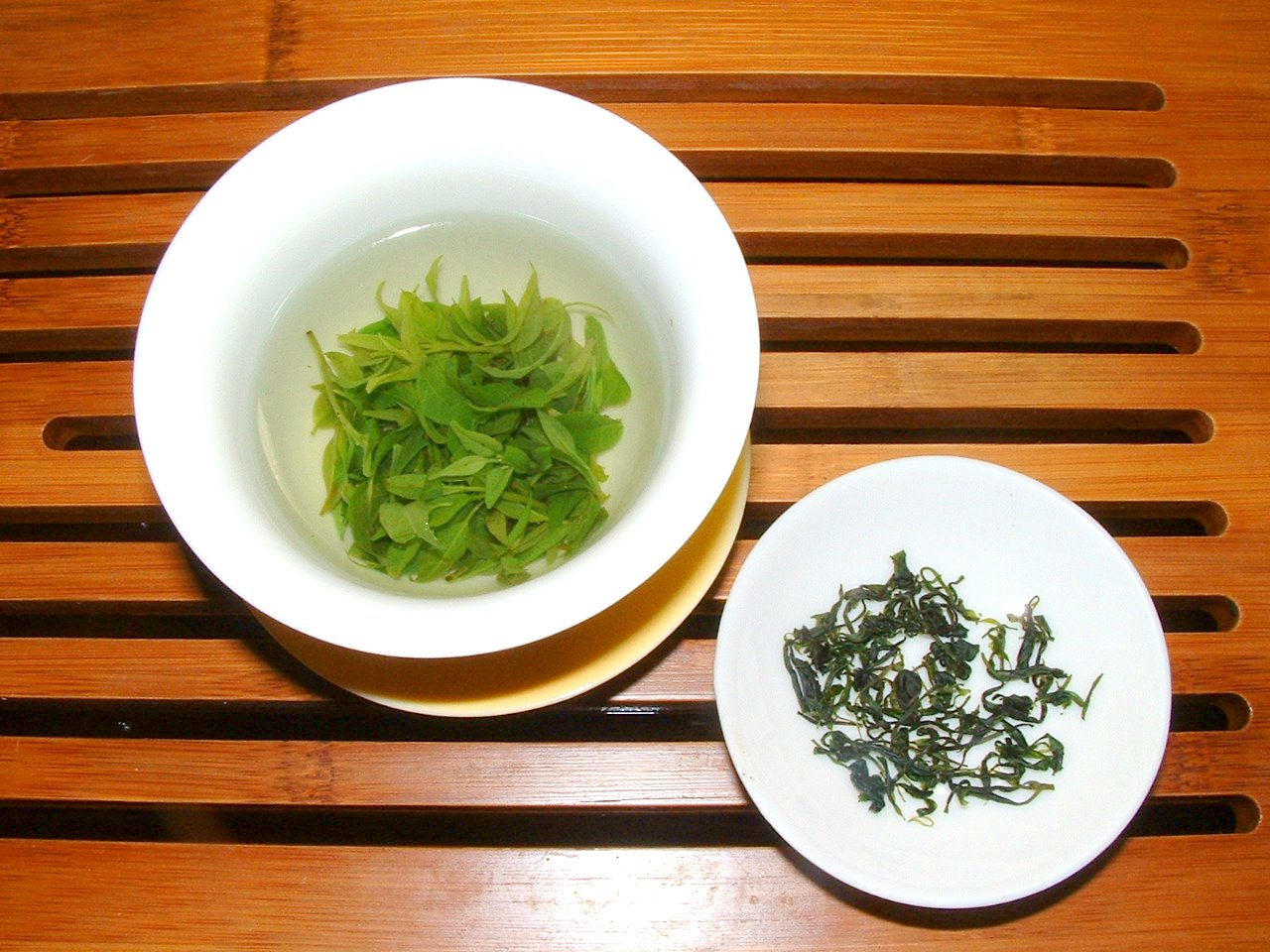
Té Kuding Ligustrum robustum, 青山緑水.

El té Kuding (en chino, 苦丁茶; pinyin, kǔdīng chá; literalmente, ‘té de clavo amargo’) es una tisana china especialmente amarga que debido a las similitudes en apariencia se elabora a partir de plantas de diversas especies. Las dos plantas más comunes usadas para elaborar té Kuding son las especies Ligustrum robustum e Ilex kudingcha. La primera (Ligustrum) se cultiva más comúnmente en Sichuan y Japón, mientras la segunda (Illex) se cultiva y usa en el resto de China.

## Medicina popular
La medicina china tradicional atribuye diversas propiedades al Ku Ding (y muchas otras plantas): habilidad para dispersar el bochorno, limpiar la cabeza y los ojos, y liberar toxinas. Por esto, se emplea para el resfriado común, la rinitis, el picor de ojos, los ojos enrojecidos y el dolor de cabeza. También se dice que calma los nervios y alivia la sed, especialmente cuando se padece una enfermedad que provoca fiebre o diarrea grave. Transforma la flema y alivia la tos, por lo que se emplea para tratar la bronquitis. Por último, se dice que facilita la digestión y mejora la concentración y la memoria.
Algunas investigaciones sugieren que la hierba, tanto la Ilex como la Ligustrum, mejora la circulación sanguínea, baja la presión arterial y reduce los lípidos en sangre, incluyendo el colesterol. Tiene reputación de evitar el deterioro del corazón y el cerebro y mantener el peso corporal adecuado. También se ha hallado que el té Ku Ding hecho de L. robustum tiene efectos antioxidantes parecidos a los del té, además de propiedades antiinflamatorias.